# Amietina larrochei
Amietina larrochei е вид насекомо от семейство Листороги бръмбари (Scarabaeidae).

## Разпространение
Видът е разпространен в Камерун и Либерия.